# Gonia sequax
Gonia sequax là một loài ruồi trong họ Tachinidae.